# Sanilhac-Sagriès
Sanilhac-Sagriès település Franciaországban, Gard megyében. Lakosainak száma 832 fő (2022. január 1.). Sanilhac-Sagriès Blauzac, Collias, Poulx, Sainte-Anastasie, Saint-Maximin és Uzès községekkel határos.

## Népesség
A település népessége az elmúlt években az alábbi módon változott:
| Lakosok száma | 440  | 525  | 643  | 826  | 912  | 832  | 780  | 774  | 793  | 832  |
|               | 1968 | 1982 | 1990 | 2006 | 2013 | 2015 | 2017 | 2019 | 2020 | 2022 |